# Bullbridge
Bullbridge – wieś w Anglii, w hrabstwie Derbyshire, w dystrykcie Amber Valley. Leży 17 km na północ od miasta Derby i 196 km na północny zachód od Londynu. Miejscowość liczy 220 mieszkańców.